# 43763 Russert
43763 Russert este un asteroid din centura principală de asteroizi.

## Descriere
43763 Russert este un asteroid din centura principală de asteroizi. A fost descoperit pe 30 mai 1987 la Observatorul Palomar de Carolyn S. Shoemaker și Eugene M. Shoemaker. Asteroidul prezintă o orbită caracterizată de o semiaxă mare de 2,39 ua, o excentricitate de 0,30 și o înclinație de 11,4° în raport cu ecliptica.